# Поликарп Белоградчишки
Поликарп е православен български духовник, белоградчишки епископ на Българската православна църква от 2014 година, викарий на Видинската митрополия (27 юли 2014 г. – 19 септември 2017 г.), трети викарий на Пловдивската митрополия и ректор на Православната духовна академия „Св. св. Кирил и Методий“ в Пловдив (20 септември 2017 г. – 28 март 2018 г.), викарий на Софийската митрополия (29 март 2018 г. – 9 юли 2024 г.), викарий на Пловдивска митрополия (10 септември 2024 г. - ).

## Биография
Роден е като Петър Трендафилов Петров на 21 септември 1978 година в Кюстендил, България. Живее в село Блажиево, където в 1993 година завършва основно образование. След това учи в Професионалната гимназия по машиностроене в Дупница. В Дупница попада под влиянието на иконом Стефан Гиздов, енорийски свещеник на Ресиловската света обител „Покров Богородичен“, който го кръщава и го навежда на пътя на монашеството и в 1994 година Петър Петров се записва в Софийската духовна семинария. Докато е семинарист две години е послушник в Рилския манастир при игуменството на епископ Йоан Драговитийски. След това е послушник при йеромонах Сионий, ефимерий на семинарията от 1995 година. Сионий го представя на митрополит Дометиан Видински, който го одобрява и на 23 ноември 1996 г. митрополит Геласий бивш Нюйоркски, главен секретар на Светия синод в присъствието на митрополитите Дометиан и Игнатий Плевенски, го подстригва в Клисурския манастир в монашество под името Поликарп. На 2 март 1997 г. Поликарп е ръкоположен от митрополит Геласий в храма на Софийската духовна семинария в йеродяконски чин.
В 1998 – 1999 година Поликарп е изпратен от своя митрополит с благословението на Синода в Кукуш, Гърция, където завършва Църковния лицей „Св. св. Кирил и Методий“ при ректорството на архимандрит Григорий, виден православен каноник. След завършването на семинарията и на лицея с отличие, на 27 юли 1999 г. йеродякон Поликарп е ръкоположен в йеромонашество от митрополит Дометиан Видински в митрополитския храм „Свети Николай“ във Видин. През 1999 г. Светият синод го изпраща да учи в Московската духовна академия в Сергиев посад. На следната 2000 година започва да учи в Богословския факултет на Солунския университет като стипендиант на гръцкото външно министерство. Докато е студент служи в манастира „Света Теодора“. Завършва университета с отличие в 2006 година.
Докато учи в Солун, с благословението на патриарх Максим Български, след като преминава на служение в Софийската епархия, е назначен за игумен на новоизграждащия се Руенски манастир. Ръководи изграждането на манастира и събира монашеско братство, като манастирът става един от най-красивите в епархията.
През 2008 година, с благословението на патриарх Максим, Поликарп се връща отново във Видинската епархия, където е назначен за председател на катедралния храм „Свети Димитър“. Освен това е председател на митрополитския храм „Свети Николай“, игумен на Бдинския манастир „Успение Богородично“ и духовен надзорник на Видинската и Кулската духовна околия.
На 21 ноември 2008 година във видинската катедрала митрополит Дометиан Видински го възвежда в архимандритско достойнство.
Поликарп е автор на много богослужебни текстове – акатисти, канони, песнопения, духовни стихотворения и разкази. Също така е автор на многобройни статии върху духовното и социално ежедневие на Църквата и хората. Води неделното предаване „По пътя към храма“ на Радио Видин, телевизионното предаване „Духовно огледало“ на Телевизия Видин и ежедневната рубрика „Православен календар“ на телевизия „Фанти Г“. Инициатор е на създаването на сайт на Видинска митрополия, както и на навлизането на митрополията в социалните мрежи.
На 3 юли 2014 година Светият синод го избира за белоградчишки епископ и е определен след епископската си хиротония да стане викарен епископ на видинския митрополит. Ръкополагането му е извършено на 27 юли 2014 година в Лопушанския манастир „Свети Йоан Предтеча“ и от същия ден епископ Поликарп е назначен за викарен епископ на митрополит Дометиан Видински. Тази длъжност заема до смъртта на митрополит Дометиан, след което, от 20 септември 2017 година до 28 март 2018 години, е трети викарий на пловдивския митрополит и ректор на Православаната духовна академия „Св. св. Кирил и Методий“ в Пловдив.
На 13 декември 2017 година Светият синод го включва в листата с кандидати за нов видински митрополит.
На 29 март 2018 година по искане на българския патриарх и софийски митрополит Неофит и с решение на Светия синод става викарен епископ на софийския митрополит и се премества на служение в Софийската митрополия. Тази длъжност заема до 9 юли 2024 година.